# Dani Daniels
Dani Daniels, pseudonimo di Kira Lee Orsag (Orange, 23 settembre 1989), è un'attrice pornografica statunitense.

## Biografia
Dani Daniels ha lavorato come spogliarellista per pagare i debiti della scuola d'arte ed è entrata nel mondo del cinema per adulti nel 2011 a 21 anni, girando la sua prima scena per Reality Kings; ha anche diretto film per Penthouse e Filly Films. È stata la Penthouse Pet del mese di gennaio 2012. Dopo un anno di scene lesbo, nel 2012 comincia a girare scene eterosessuali nel film Dani Daniels: Dare, prodotto da Elegant Angel per la regia di Mason. Ha ottenuto 6 vittorie agli AVN Awards e 4 agli XBIZ, oltre a numerose nomination. Nel 2014 ha svolto il ruolo di giudice alla prima edizione del contest DP Star, edito dalla casa di produzione Digital Playground.
Oltre alla carriera nell'hard, l'attrice porta avanti una carriera pittorica, firmando le sue opere come Kira Lee; nelle sue opere rielabora il puntinismo utilizzando, al posto dei puntini, parole, frasi e pensieri.

## Riconoscimenti
- AVN Awards
  - 2013 – Best Girl/Girl Sex Scene per Dani Daniels: Dare con Sinn Sage[9]
  - 2015 – Best All-Girl Group Sex Scene per Anikka 2 con Anikka Albrite e Karlie Montana[10]
  - 2015 – Best Solo/Tease Performance per Anikka 2 con Anikka Albrite e Karlie Montana[11]
  - 2015 – Best Three-Way Sex Scene: G/G/B per Dani Daniels Deeper con Anikka Albrite e Rob Piper[12]
  - 2015 – Social Media Star (Fan Award)[13]
  - 2016 – Most Amazing Sex Toy (Fan Award)[14]
- XBIZ Awards
  - 2014 – Best Actress - All-Girl Release per Harry Sparks' The Vampire Mistress[15]
  - 2016 – Female Performer of the Year[16]
  - 2016 – Best Scene - Vignette Release per Let's Play Doctor 1 con Luna Star e Johnny Sins[17]
  - 2017 – Crossover Star of the Year[18]

## Filmografia di rilievo

### Attrice
- Dani (2012)
- Dani Daniels: Dare (2012)
- Anikka 2 (2013)
- Dani Daniels Deeper (2013)

### Regista
- Dani Daniels' The Yoga Instructor (2011)
- Dani Daniels' Fantasy Girls (2012)